# Championnats d'Europe de gymnastique rythmique 1982
Navigation
Édition précédente Édition suivante
Les championnats d'Europe de gymnastique rythmique 1982, troisième édition des championnats d'Europe de gymnastique rythmique, ont eu lieu du 28 octobre 1982 au 31 octobre 1982 à Stavanger, en Norvège.

## Médaillées
| Épreuve                      | Or                                          | Argent                                | Bronze                                |
| ---------------------------- | ------------------------------------------- | ------------------------------------- | ------------------------------------- |
| Finales individuelles senior |                                             |                                       |                                       |
| Concours général individuel  | Dalia Kutkaite (URS) Anelia Ralenkova (BUL) | Non décernée                          | Iliana Raeva (BUL)                    |
| Corde                        | Anelia Ralenkova (BUL)                      | Irina Devina (URS) Iliana Raeva (BUL) | Non décernée                          |
| Cerceau                      | Anelia Ralenkova (BUL)                      | Dalia Kutkaite (URS)                  | Irina Devina (URS) Iliana Raeva (BUL) |
| Massues                      | Dalia Kutkaite (URS)                        | Anelia Ralenkova (BUL)                | Irina Devina (URS) Iliana Raeva (BUL) |
| Ruban                        | Lilia Ignatova (BUL) Dalia Kutkaite (URS)   | Non décernée                          | Iliana Raeva (BUL)                    |
| Finales en groupe senior     |                                             |                                       |                                       |
| Concours général en groupe   | Union soviétique                            | Bulgarie                              | Tchécoslovaquie                       |